# Decca Records

Aktuelles Logo der Decca Records

Decca Records-Logo für klassische Musik

Decca Records (auch DECCA geschrieben) ist ein britisches Plattenlabel, dessen im August 1934 in den USA gegründeter Ableger dort zu den Major-Labels gehörte.

## Geschichte

### Entstehung der Plattenfirma
Im Jahr 1928 erwarb die British Equity Investment Co. Ltd. das Unternehmen Barnet Samuel & Sons Ltd., welches sich auf die Herstellung und Vermarktung von Musikinstrumenten und tragbaren Grammophonen spezialisiert hatte. 1914 war von dieser Firma unter der Leitung von Frank Samuel das erste tragbare Grammophon unter der Handelsmarke DECCA Dulcephone patentiert worden, das sich großer Beliebtheit erfreute. Da der Verkauf des Unternehmens nicht die Rechte am Titel der Firma beinhaltete, wurde es in DECCA Gramophone Company Limited umbenannt (der Vertrag umfasste nicht die Musikinstrumentensparte). Kurz darauf wurde das Unternehmen an ein Konsortium, unter der Führung des ehemaligen Börsenmaklers Edward Lewis, weiterverkauft und anschließend in DECCA Record Company Limited umbenannt. Die ersten elektromagnetischen Aufnahmen wurden dann Mitte 1929 unter der Marke DECCA veröffentlicht.
Über die Bedeutung des Namens DECCA gibt es unterschiedliche Theorien. Eine davon besagt, dass Wilfred S. Samuel für die Patentierung ein leicht zu merkendes Wort, welches in allen Sprachen gleich ausgesprochen wird, gesucht hatte, um die Verkaufszahlen zu steigern. Er entschied sich dann für eine Verschmelzung des Wortes MECCA mit dem D aus dem Dulcet Logo oder der Dulcephone Handelsmarke.

### Die 1930er- und 1940er-Jahre
1931 wurde von H.W. van Zoelen die Hollandsche Decca Distributie (HDD) als exklusiver Distributor für die Niederlande und ihre Kolonien gegründet.
Die Decca Record Company Limited erwarb 1932 von der Brunswick Record Corp. die insolvente britische Tochter Brunswick Limited. Dies brachte dem Label Stars wie Bing Crosby und Al Jolson ein. In den folgenden Jahren wurden auch Melotone Records und Edison Bell Records übernommen. 1939 war das Unternehmen neben Electric & Musical Industries Limited (EMI) letztlich die einzige verbliebene unabhängige Plattenfirma in Großbritannien.

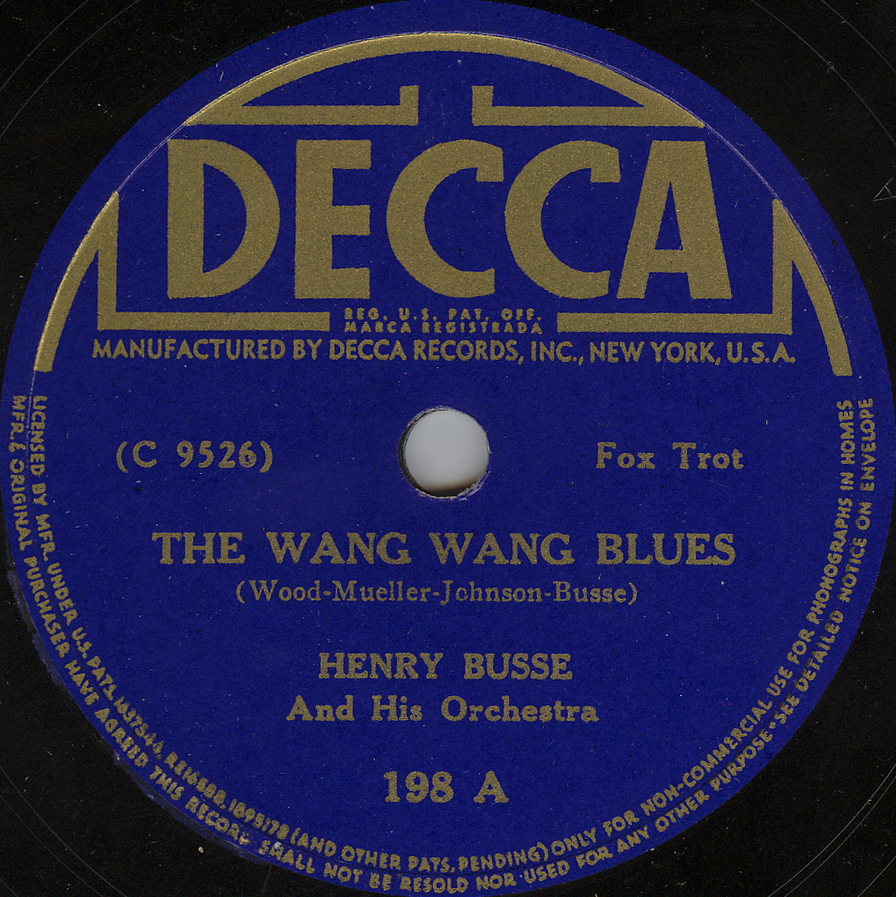
Label einer US-amerikanischen Decca-Schallplatte, 1934

Um auf dem US-amerikanischen Markt Fuß zu fassen, wurde 1934 die Zweigstelle Decca Records Inc. in New York City gegründet. Dank bekannten Künstlern im Decca-Katalog entwickelte sich die Marke auch in den USA schnell zu einer festen Größe. 1942 veröffentlichte Decca den Song White Christmas von Bing Crosby, der zur meistverkauften Single aller Zeiten wurde. Zu den Künstlern, die in den 1930er und 1940er Jahren bei Decca unter Vertrag waren, zählen unter anderen Louis Armstrong, The Andrews Sisters, Ted Lewis, The Mills Brothers, Billy Cotton, Guy Lombardo, Chick Webb, Charlie Barnet, Bob Crosby, Jimmy Dorsey, Connee Boswell und Jack Hylton.
Im Jahr 1941 erwarb die amerikanische Decca Records Inc. die Brunswick Radio Corp, die Brunswick-Marke, Vocalion und alle vor dem 17. November 1931 gemachten Masters von Warner Brothers Pictures. Während des Zweiten Weltkriegs wurde die amerikanische Tochter verkauft und arbeitete viele Jahre separat. Da diese auch die Namensrechte für die Marke Decca in den USA besaß, musste die britische Decca ihre Schallplatten in Nordamerika unter dem Label London verkaufen. Andersherum wurden die Schallplatten der US-amerikanischen Decca in Europa unter dem Label Brunswick (und später Coral und MCA) verkauft.
Die Hollandsche Decca Distributie (HDD) wurde 1942 von Philips übernommen.
1945 verwendete die britische Decca erstmals das Full Frequency Range Recording (ffrr)-Verfahren. Der Name, wie auch das dazugehörige Logo, sollten vierzig Jahre später selbst zu einem Sub-Plattenlabel (FFRR Records) der Decca-Tochter London Records werden.

### Die 1950er- und 1960er-Jahre

Ein großer Erfolg war 1953 Vico Torriani mit Bella, bella Donna

Zusammen mit dem deutschen Unternehmen Telefunken gründet die Decca Record Co. Ltd. 1950 die TELDEC Telefunken-Decca Schallplatten GmbH in Hamburg. Da das US-amerikanische Label RCA seine Zusammenarbeit mit EMI 1958 beendete, eröffnete sich für Decca Record Co. Ltd. die Möglichkeit, neuer Distributionspartner zu werden und Elvis Presleys Songs in Großbritannien unter dem RCA Victor-Label zu vertreiben.

#### Bereich Pop-Musik
In den späten 1950er-Jahren nahm die Decca Patsy Cline unter Vertrag. 1962 verpassten Manager des britischen Decca-Labels die Chance, eine junge Band aus Liverpool unter Vertrag zu nehmen, und entschieden sich stattdessen für die Beat-Combo Brian Poole & The Tremeloes. Die andere Gruppe waren die Beatles, was sich historisch betrachtet als Fehler herausstellen sollte. Begründet wurde die Ablehnung der Beatles nach der sogenannten Decca Audition mit der Einschätzung: „Gitarrenbands geraten aus der Mode.“
Ab 1962 wurde die amerikanische Decca Records Inc. eine Division von MCA Inc.
Zwischen 1964 und 1965 wurde auch das Atlantic Label direkt von Decca Record Company Ltd. vertrieben, welches zuvor wie viele andere kleinere amerikanische Labels über das London bzw. London American Recordings Label lizenziert wurden. Insgesamt handelte es sich dabei um etwa 80 7inches (7") (AT.4xxx Serie), mehrere EPs (AT.6xxx Serie) und LPs. Ab 1966 übernahm dann die Polydor Records Limited die Distribution.
Weitere Künstler, die bei Decca oder einem seiner Partner- und Tochterlabels erschienen, waren Hans Albers, Bill Haley, Vico Torriani, Pat Boone, Little Richard, Engelbert Humperdinck, Buddy Holly, die Everly Brothers, Bobby Darin, Ricky Nelson, Duane Eddy, The Drifters, Eddie Cochran, Del Shannon, Roy Orbison, The Crystals, The Ronettes, Ike and Tina Turner, The Bachelors, Anthony Newley, The Rolling Stones, The Zombies, Billy Fury, Bobby Vee, Brenda Lee, Tom Jones, Lulu, Billie Davis und Glass Harp.

#### Bereich Klassische Musik
Im Bereich der Klassik wurde Decca zwischen 1950 und 1980 zu einem der führenden Labels Großbritanniens und der Welt. Vor allem im Bereich der Stereo-Aufnahmetechnik war Decca ein Pionier. Bereits seit 1954 wurden wegweisende Stereo-Aufnahmen gemacht. Klanglich waren diese Aufnahmen der Konkurrenz (vor allem der des EMI-Konzerns) jahrelang weit überlegen. Ab 1958 erschienen die Decca-Stereo-Aufnahmen unter der Bezeichnung "ffss" (full frequency stereophonic sound). Es wurden bis in die späten 1970er-Jahre hervorragende Aufnahmen mit den weltweit bedeutendsten Orchestern (Concertgebouw-Orchester, London Symphony Orchestra, Wiener Philharmoniker u. v. a.) herausgegeben. Zu den Dirigenten zählten u. a. Ernest Ansermet, Georg Solti, Erich Kleiber, Zubin Mehta, Lorin Maazel, Herbert von Karajan und viele andere. Außerdem nahm Decca unzählige Operngesamtaufnahmen auf, mit so bedeutenden Künstlern wie Renata Tebaldi, Mario del Monaco, Leontyne Price, Luciano Pavarotti u. a.

### Die 1970er-Jahre
Die 1970er Jahre waren für die britische Decca unglücklich. Die Rolling Stones verließen Decca 1970, andere Künstler folgten. Verträge mit anderen Plattenlabels wurden nicht verlängert, RCA verließ Decca 1971, um eine eigene Tochterfirma (RCA Limited England) in Großbritannien zu etablieren. The Moody Blues war die einzige international bekannte Rockgruppe, die bei Decca verblieb. Obwohl Decca 1966 das erste sogenannte „progressive“ Label in Großbritannien unter dem Namen Deram gründete, war die Decca zum Zeitpunkt, als die Punk-Era 1977 begann, vor allem ein klassisches Label mit nur zeitweiligem Erfolg mit Acts wie John Miles und Produktionen von Jonathan King. Die Decca wurde zu einem Label, das sich vor allem auf Wiederveröffentlichungen aus ihrem bestehenden Katalog stützte. Bei aktuellen Vertragsabschlüssen rutschte die Decca gegenüber Labels wie Polygram, CBS, EMI und Newcomer Virgin in die zweite Reihe ab.
Die amerikanische Decca Marke erlitt ebenfalls einen schweren Schlag. Nachdem bereits seit 1967 in Europa Decca-Releases als Coral MCA bzw. MCA vertrieben worden waren, sollte ab 1973 auch in den USA die MCA-Marke vorgezogen werden. Decca verschwand gänzlich vom amerikanischen Markt.

### Die 1980er- und 1990er-Jahre
Nur wenige Tage nach dem Tod des Firmengründers Edward Lewis erwarb PolyGram die Reste von der britischen Decca im Januar 1980. Damit wurde Decca zu PolyGrams drittem Klassik-Label neben Deutsche Grammophon und Philips Classics.
1998 wurde PolyGram durch Seagram übernommen und in die Universal Music Group (UMG) integriert. Da letztere aus der MCA hervorging, sind nach 50 Jahren die Rechte der Marke Decca wieder vereint.
Philips Classics und Decca fusionierten 1999, und aus der Decca Record Company Ltd. wurde die Decca Music Group.

## Jazz-Sammlungen
Bei Mosaic Records sind seit 1993 folgende Sammlungen aus dem Decca-Katalog erschienen:
- 1993: Louis Armstrong – The Complete Decca Studio Recordings of the All Stars
- 2009: Louis Armstrong – The Complete Decca Sessions (1935–1946)
- 2011: Jimmie Lunceford – The Complete Decca Sessions (1934–1947)